# Eugène Stanislas Thierrée
Pour les articles homonymes, voir Thierrée.
Eugène Stanislas Thierrée, né le 29 mars 1810 à Paris et mort 20 juin 1903 à Saint-Cloud, est un artiste peintre français.

## Biographie
Eugène Stanislas Thierrée est le fils de Jean Etienne Thierrée, architecte, et d'Agathe Louise Lejeune. 
Aux Beaux-Arts de Paris, il est l'élève de Jean-Auguste-Dominique Ingres et expose au Salon de 1838 à 1879.
Il vit chez ses parents au no 37 de la rue du Four-Saint-Germain, tout comme le peintre Félix Danvin. En 1834, il se porte témoin à l'état civil de la naissance d'Henri Auguste Danvin.
En 1843, il épouse à Paris Constance Louise Petit. 
Il meurt à son domicile de Saint-Cloud le 20 juin 1903, à l'âge de 93 ans
. Il est inhumé trois jours plus tard au cimetière du Père-Lachaise.